# El mundo salvaje de Darcy
El mundo salvaje de Darcy (Darcy's Wild Life en inglés) es una serie televisiva de Discovery Kids, Family y WOCK-CA del año 2005. Cuenta con 33 episodios, y se estrenó en América Latina en el canal Boomerang Latinoamérica a mediados del 2007.

## Historia
La historia trata sobre Darcy Fields, la hija de una excéntrica actriz que decide marcharse de Malibu y darle una vida normal fuera de lujos como cualquiera en el campo. Al principio Darcy tarda mucho en ajustarse a su nuevo hogar, pero luego consigue un trabajo en una veterinaria local. La serie se centra en las cómicas situaciones en las que Darcy logra meterse al acostumbrarse a su nuevo entórno la mayor parte del tiempo de una forma muy divertida.

## Personajes
- Sara Paxton - Darcy Fields
- Natalie Radford - Victoria Fields
- Andrew Chalmers - Jack Adams
- Kerry Michael Saxena - Eli
- Shannon Collis - Lindsay Adams
- Kevin Symons - Dr. Kevin Adams
- Melanie Leishman - Kathi Giraldi

## Personajes Ocasionales
- Daniel Karasik - Layne Haznoy
- Ashley Leggat - Brittany MacMillan
- Demetrius Joyette - Colt Brewster
- Stephanie Chantel Durelli - Kristen Doves
- Kayla Perlmutter - Chloe McKenna

## Doblaje hispanoamericano
| (Argentina): - Lucila Gómez: Darcy Fields - Andrea Sala Rigler: Victoria Fields - Demián Velazco Rochwerger: Jack Adams - Marcos Abadi: Eli - Valeria Gómez: Lindsay Adams - Agustina Priscila: Kathi - Marcelo Armand: Dr. Kevin Voces Adicionales: \| - Hernán Bravo - Silvina Ganger - Sofía Malacco \| - Ariel Abadi - Hernán Chiozza - Mariela Álvarez \| Doblado en Palmera Record, Buenos Aires, Argentina |                                                  |
| - Hernán Bravo - Silvina Ganger - Sofía Malacco | - Ariel Abadi - Hernán Chiozza - Mariela Álvarez |

## Banda sonora
Lista de canciones:
1. Take a Walk - Sara Paxton
2. I Love Your Smile - Tiffany Evans
3. Crazy Kinda Crush on You - Nicholas Jonas
4. Bam Boogie - Bent Fabric
5. We Need Some Money - Chuck Brown & the Soul Searchers
6. Hey Boy - fan 3
7. Walking the Dog - Rufus Thomas
8. Monkey Man - The Specials
9. ABC - American Juniors
10. Walking On Sunshine - Nikki Cleary
11. Clothes Make The Girl - Kristy Frank
12. There for You - Sara Paxton

## Premios y nominaciones
- 2006 - Nominated Daytime Emmy Outstanding Performer in a Children's Series - Sara Paxton
- 2006 - Nominated Young Artist Award Best Young Ensemble Performance in a TV Series (Comedy or Drama)
- Andrew Chalmers
- Shannon Collis
- Demetrius Joyette
- Melanie Leishman
- Sara Paxton
- Kerry Michael Saxena
- 2005 - Nominated Young Artist Award Best Family Television Series (Comedy)
- 2005 - Best Performance in a TV Series (Comedy or Drama) - Leading Young Actress - Sara Paxton

## Tema de Entrada
Letra del tema inicial de El Mundo Salvaje Darcy en español 
(Hispanoamérica)
Hey Boy Darcy's Wild Life Remix
Esta chica Darcy es diversión

todo iba bien en jardín del edén

en la cena muy bella su mamá una estrella

pero se la llevó y en el campo acabó

y al pueblo más cerca e ir en avión

Vacas pastando, los gallos cantando

ya no es igual es el final

ya no hay glamor ni fiesta ni fama

Le gustaba bailar en la discoteca

estar de moda era su gran meta

ahora cuida el establo y el ganado

el mundo salvaje de Darcy ha comenzado

¡Chica!, ¿que pasó?, no sé, dile adiós

a la diversión

serás la niña normal 

la Darcy de ayer ya llegó a su final.

## Lista de Episodios
Temporada 1
- 1 Darcy's Wild Life - Pilot
- 2 Strange Critters
- 3 A Chick Thing
- 4 Darcy's Mild Life
- 5 Buffalo Gals
- 6 Baron Von Chimpie
- 7 Fan3's Company
- 8 Queen of the Rodeo
- 9 My Fair Lindsay
- 10 Two of Us Riding Nowhere
- 11 Crazy Like a Fox
- 12 The Trouble with Truffles
- 13 Dog Tired

Temporada 2
- 14 Puppy Love
- 15 Swine Flew the Coop
- 16 Nature vs. Nurture
- 17 Pig Whisperer
- 18 Bear-Trapped
- 19 Slightly Used
- 20 Pet Adoption Day
- 21 Yes I Can! . . .
- 22 Cuz-In Trouble
- 23 Thanksgiving
- 24 Bird in the Hand, Pain in the Neck
- 25 Knockin' on Heaven's Doggie Door
- 26 Git Along L'il Darcy
- 27 Wolf in the Fold
- 28 Miss Directed
- 29 Love in the Time of Kennel Cough
- 30 Mystery Date
- 31 Trash Talk
- 32 You Can Go Home Again
- 33 Oh for the Love of . . .

Temporada 1
- 01 El Mundo Salvaje De Darcy (Piloto)
- 02 Extrañas Criaturas
- 03 Pollitos En Fuga
- 04 No Todo Es Tan Malo
- 05 Cosas De Bufalos
- 06 Baron Von Chimpie
- 07 Fan3's Es Compañia
- 08 La Reina Del Rodeo
- 09 Mi Bella Lindsay
- 10 La Competencia
- 11 Crazy Like A Fox
- 12 Problemas Con El Chocolate
- 13 Dog Tired

Temporada 2
- 01 Una Mascota Especial
- 02 Escondan Al Cerdo
- 03 Un Fin De Semana Agitado
- 04 Encantadora De Cerdos
- 05 Mamá Oso
- 06 Defendiendo A Un Amigo
- 07 Adoptando Mascotas
- 08 Una Cuestión De Carácter
- 09 Cambio De Actitud
- 10 Día De Gracias
- 11 Pájaro En Mano Causa Molestias
- 12 Los Perros Van Al Cielo
- 13 Aventura En La Montaña
- 14 Salven Al Lobo
- 15 Una Decisión Difícil
- 16 Amor Y Mentiras
- 17 El Admirador Secreto
- 18 Sucia Sociedad
- 19 El Secuestro
- 20 Oh for the Love of . . .